# Tour de France 2012/4. Etappe
Die 4. Etappe der Tour de France 2012 fand am 4. Juli 2012 statt. Sie war 214,5 km lang und führte von Abbeville nach Rouen. Es gingen noch 195 von 198 Fahrern an den Start.

## Teilnehmende Teams
- BMC Racing Team (BMC)
- RadioShack-Nissan (RNT)
- Team Europcar (EUC)
- Euskaltel-Euskadi (EUS)
- Lampre-ISD (LAM)
- Liquigas-Cannondale (LIQ)
- Garmin-Sharp (GRS)
- AG2R La Mondiale (ALM)
- Cofidis, le Crédit en Ligne (COF)
- Saur-Sojasun (SAU)
- Sky ProCycling (SKY)
- Lotto Belisol Team (LTS)
- Vacansoleil-DCM (VCD)
- Katusha Team (KAT)
- FDJ-Big Mat (FDJ)
- Rabobank Cycling Team (TLJ)
- Movistar (MOV)
- Team Saxo Bank-Tinkoff Bank (STB)
- Astana Pro Team (AST)
- Omega Pharma-Quick Step (OPQ)
- Orica GreenEdge (OGE)
- Team Argos-Shimano (TGA)

## Strecke
Die Strecke verlief durch die Départements Somme und Seine-Maritime. Von Abbeville aus führte sie zunächst an die Küste des Ärmelkanals und folgte dieser in westlicher Richtung. In diesem Abschnitt gab es drei Bergwertungen der vierten Kategorie. In Fécamp, wo sich auch der Zwischensprint befand, bog die Strecke nach Südosten ab. Nach einer weiteren Bergwertung der vierten Kategorie wurde auf weitgehend ebenem Terrain das Etappenziel in Rouen erreicht.

## Rennverlauf
Bereits auf den ersten Metern der Etappe riss der Japaner Yukiya Arashiro aus, zu ihm gesellten sich kurz darauf die beiden Franzosen David Moncoutié und Anthony Delaplace. Das Trio konnte sich rasch vom Feld absetzen und hatte nach 16 Kilometern bereits einen Vorsprung von 8:40 Minuten. Erst danach begann das Feld, den Rückstand ein wenig zu verringern. Sämtliche Fahrer fuhren jedoch, über die gesamte Etappe gesehen, in einem eher geringen Tempo und wiesen am Ende einen beträchtlichen Rückstand auf die Marschtabelle auf.
Moncoutié und Delaplace gewannen je zwei Bergwertungen, während Arashiro den Zwischensprint in Fécamp für sich entschied; Schnellster im Feld war an dieser Stelle der Brite Mark Cavendish. Etwa 40 Kilometer vor dem Ziel versuchte Arashiro seinen Begleiter abzuschütteln, was ihm aber nicht gelang: Währenddessen konnte das Feld den Rückstand kontinuierlich verringern, wobei vor allem Radioshack-Nissan und FDJ die Führungsarbeit verrichteten. Rund sieben Kilometer vor dem Ziel konnten die Ausreißer eingeholt werden.
Sylvain Chavanel, Samuel Dumoulin und Wout Poels starteten einen weiteren ernsthaften Ausreissversuch, der aber ohne Erfolg blieb. 2,5 Kilometer vor dem Ziel kam es zu einem Massensturz, in den mehr als ein Dutzend Fahrer verwickelt wurden, unter ihnen Mark Cavendish. Das Feld teilte sich in mehrere Gruppen. Im Sprint der ersten Gruppe konnte sich André Greipel knapp vor Alessandro Petacchi durchsetzen. Da der Massensturz sich weniger als drei Kilometer vor dem Ziel ereignet hatte, ergaben sich gemäß Reglement daraus keine Auswirkungen auf die Zeitabstände im Tages- und Gesamtklassement.

## Punktewertungen
| Zwischensprint in Fécamp nach 140 km auf 19 m |                        |                             |         |
| 1.                                            | Japan                  | Yukiya Arashiro (EUC)       | 20 Pkt. |
| 2.                                            | Frankreich             | Anthony Delaplace (SAU)     | 17 Pkt. |
| 3.                                            | Frankreich             | David Moncoutié (COF)       | 15 Pkt. |
| 4.                                            | Vereinigtes Konigreich | Mark Cavendish (SKY)        | 13 Pkt. |
| 5.                                            | Australien             | Matthew Goss (OGE)          | 11 Pkt. |
| 6.                                            | Australien             | Mark Renshaw (RAB)          | 10 Pkt. |
| 7.                                            | Slowakei               | Peter Sagan (LIQ)           | 9 Pkt.  |
| 8.                                            | Italien                | Alessandro Petacchi (LAM)   | 8 Pkt.  |
| 9.                                            | Niederlande            | Kenny van Hummel (VCD)      | 7 Pkt.  |
| 10.                                           | Belarus                | Jauheni Hutarowitsch (FDJ)  | 6 Pkt.  |
| 11.                                           | Deutschland            | Marcus Burghardt (BMC)      | 5 Pkt.  |
| 12.                                           | Belarus                | Aljaksandr Kuschynski (KAT) | 4 Pkt.  |
| 13.                                           | Australien             | Brett Lancaster (OGE)       | 3 Pkt.  |
| 14.                                           | Sudafrika              | Daryl Impey (OGE)           | 2 Pkt.  |
| 15.                                           | Frankreich             | Matthieu Ladagnous (FDJ)    | 1 Pkt.  |

| Etappenziel in Rouen nach 214,5 km auf 11 m |             |                            |         |
| 1.                                          | Deutschland | André Greipel (LTS)        | 45 Pkt. |
| 2.                                          | Italien     | Alessandro Petacchi (LAM)  | 35 Pkt. |
| 3.                                          | Niederlande | Tom Veelers (TGA)          | 30 Pkt. |
| 4.                                          | Australien  | Matthew Goss (OGE)         | 26 Pkt. |
| 5.                                          | Slowakei    | Peter Sagan (LIQ)          | 22 Pkt. |
| 6.                                          | Australien  | Jonathan Cantwell (STB)    | 20 Pkt. |
| 7.                                          | Sudafrika   | Daryl Impey (OGE)          | 18 Pkt. |
| 8.                                          | Niederlande | Kris Boeckmans (VCD)       | 16 Pkt. |
| 9.                                          | Norwegen    | Edvald Boasson Hagen (SKY) | 14 Pkt. |
| 10.                                         | Spanien     | Rubén Pérez (EUS)          | 12 Pkt. |
| 11.                                         | Neuseeland  | Greg Henderson (LTS)       | 10 Pkt. |
| 12.                                         | Belgien     | Jürgen Roelandts (LTS)     | 8 Pkt.  |
| 13.                                         | Kasachstan  | Dmitri Fofonow (AST)       | 6 Pkt.  |
| 14.                                         | Slowakei    | Peter Velits (OPQ)         | 4 Pkt.  |
| 15.                                         | Frankreich  | Rémy Di Gregorio (COF)     | 2 Pkt.  |

## Bergwertungen
| Côte du Mont Huon Kategorie 4 nach 38 km auf 97 m 2,1 km bei 4,1 % |            |                       |        |
| 1.                                                                 | Frankreich | David Moncoutié (COF) | 1 Pkt. |

| Côte de Dieppe Kategorie 4 nach 69 km auf 82 m 1,8 km bei 3,9 % |            |                         |        |
| 1.                                                              | Frankreich | Anthony Delaplace (SAU) | 1 Pkt. |

| Côte de Pourville-sur-Mer Kategorie 4 nach 74 km auf 97 m 1,9 km bei 4,4 % |            |                       |        |
| 1.                                                                         | Frankreich | David Moncoutié (COF) | 1 Pkt. |

| Côte de Toussaint Kategorie 4 nach 143 km auf 105 m 1,9 km bei 4,5 % |            |                         |        |
| 1.                                                                   | Frankreich | Anthony Delaplace (SAU) | 1 Pkt. |

## Aufgaben
- 158 –  Maarten Tjallingii (Rabobank Cycling Team): Aufgrund der Folgen eines Sturzes am Vortag nicht zur Etappe angetreten.